# Dolánky (Ohníč)
Dolánky jsou malá vesnice, část obce Ohníč v okrese Teplice. Nachází se asi půl kilometru severně od Ohníče. V roce 2011 zde trvale žilo šestnáct obyvatel.
Dolánky leží v katastrálním území Ohníč o výměře 2,62 km².

## Název
Název vesnice je zdrobnělinou jména Dolany ve významu malé Dolany. Slovo Dolany vzniklo ze staročeského slova dól (důl), příbuzného s německým slovem Tal (údolí). V historických pramenech se název objevuje ve tvarech: de Dolen (1264), de Dolan (1386), w Dolankach (1544), Dolanckenn (1655), Dolanken (1878), Dollanken (1833) a Dolánky neb Dolanken (1854).

## Historie
První písemná zmínka o vesnici pochází z roku 1264.

## Obyvatelstvo
Při sčítání lidu v roce 1921 zde žilo 165 obyvatel (z toho 81 mužů), z nichž bylo sto Čechoslováků a 65 Němců. Kromě dvou evangelíků a 64 lidí bez vyznání se hlásili k římskokatolické církvi. Podle sčítání lidu z roku 1930 měla vesnice 176 obyvatel: 118 Čechoslováků a 58 Němců. Většina jich byla římskými katolíky, ale devět lidí patřilo k církvi československé a 69 jich bylo bez vyznání.
|                                                                | 1869 | 1880 | 1890 | 1900 | 1910 | 1921 | 1930 | 1950 | 1961 | 1970 | 1980 | 1991 | 2001 | 2011 | 2021 |
| -------------------------------------------------------------- | ---- | ---- | ---- | ---- | ---- | ---- | ---- | ---- | ---- | ---- | ---- | ---- | ---- | ---- | ---- |
| Obyvatelé                                                      | 71   | 74   | 67   | 67   | 190  | 165  | 176  | 92   | 78   | 42   | 31   | 14   | 11   | 16   | 23   |
| Domy                                                           | 10   | 10   | 11   | 12   | 17   | 17   | 18   | 16   | .    | 11   | 11   | 11   | 11   | 11   | 10   |
| Počet domů z roku 1961 je zahrnut v domech místní části Ohníč. |      |      |      |      |      |      |      |      |      |      |      |      |      |      |      |

## Obecní správa
Při sčítání lidu v letech 1869–1950 Dolánky byly osadou obce Křemýž, se kterým patřily nejprve do okresu Teplice, ale v letech 1900–1930 v okrese Duchcov a v roce 1950 v okrese Bílina. Od roku 1961 je částí obce Ohníč v okrese Teplice.

## Pamětihodnosti
- Podle Hermanna Hallwicha se na návrší severovýchodně od vesnice nacházelo nedatované hradiště zničené později kamenolomem.[11]
- Kaple - Dolánky
- Vodní mlýn – Dolánky čp. 8 a 16